# Armando del Castillo Franco
Armando del Castillo Franco (* 27. August 1920 in Municipio Canatlán, Durango; † 1992) war ein mexikanischer Politiker des Partido Revolucionario Institucional (PRI), der unter anderem zwischen 1949 und 1950 Präsident des Abgeordnetenhauses (Cámara de Diputados) sowie von 1980 bis 1986 Gouverneur des Bundesstaates Durango war.

## Leben
Armando del Castillo Franco besuchte die Grundschule in Victoria de Durango sowie die Sekundarschule in Mexiko-Stadt, wo er auch ein grundständiges Studium absolvierte. Er begann ein Studium der Rechtswissenschaften an der Juristischen Fakultät der Nationalen Autonomen Universität von Mexiko (UNAM), welches er 1943 mit einem Licenciado  en  Derecho beendete. Als Generalsekretär der Vereinigten Revolutionären Front unterstützte er 1946 die Kandidatur von Miguel Alemán Valdés für die Wahl zum Präsidenten und war 1946 erst Direktor für Pflichtverteidiger sowie danach Direktor für bürgerschaftliches Handeln und öffentliche Orientierung der Regierung des Bundesdistrikts von Mexiko-Stadt (Departamento del Distrito Federal). Daneben war er 1946 auch noch Direktor für soziale Aktionen und Bildungsaktionen des Departamento del Distrito Federal. Er war zwischen 1946 und 1949 Leiter der Sektion Jugend im Zentralvorstand (Comité Ejecutivo Nacional) des Partido Revolucionario Institucional (PRI). Am 1. September 1949 wurde er für den PRI Mitglied des Abgeordnetenhauses (Cámara de Diputados), des Unterhauses des Kongresses der Union (Congreso General de los Estados Unidos Mexicanos), und vertrat in diesem bis zum 30. August 1952 den 4. Wahlbezirk des Bundesstaates Durango. Im September 1949 löste er Jesús Aguirre Delgado als Präsident des Abgeordnetenhauses ab und hatte dieses Amt als Parlamentspräsident bis September 1950 inne, woraufhin Manuel Jiménez San Pedro seine Nachfolge antrat. Er war ferner Mitglied des Ausschusses für die Filmindustrie sowie des Ausschusses für Gesetzgebungsstudien.
1951 wurde Castillo Franco Generalsekretär der Regierung des Bundesstaates Durango. Er gehörte zur politischen Gruppe um Rodolfo Sánchez Taboada, der zwischen 1946 und 1952 Präsident des PRI sowie von 1952 bis 1955 Marineminister war. In den 1960er und 1970er Jahren zog er sich weitgehend aus dem politische Leben zurück und war als Rechtsanwalt tätig. 1979 wurde er Koordinator für Durango für die Bundesdeputierten der Nationalen Konföderation der Volksorganisationen CNOP (Confederación Nacional de Organizaciones Populares), eine Vereinigung innerhalb des PRI. Am 1. September 1979 wurde er abermals Mitglied des Abgeordnetenhauses und gehörte diesem in der 51. Legislaturperiode als Vertreter des 3. Wahlbezirks des Bundesstaates Durango bis zu seinem Mandatsverzicht am 15. September 1980 an. Während dieser Zeit war er Vorsitzender des Verwaltungsausschusses. Außerdem war er 1980 Sekretär der CNOP für Gesetzesförderung. Am 15. September 1980 wurde er für eine sechsjährige Wahlzeit Nachfolger von Salvador Gámiz Fernández als Gouverneur des Bundesstaates Durango und bekleidete diesen Posten bis zu seiner Ablösung durch José Ramírez Gamero am 15. September 1986.